# Raymond Atteveld
Raymond Atteveld (* 8. September 1966 in Amsterdam) ist ein niederländischer Fußballtrainer und früherer Fußballprofi.

## Karriere

### Als Spieler
Raymond Atteveld begann seine Karriere bei HFC Haarlem. Von dort gelang ihm der Sprung nach England, wo er drei Jahre beim FC Everton spielte. In der Rückrunde der Saison 1991/1992 war er an West Ham United ausgeliehen, wo er der erste Niederländer in der Vereinsgeschichte war. Am Saisonende standen für ihn jedoch nur ein Ligaspiel und zwei FA-Cup-Einsätze. Im Sommer desselben Jahres zog es ihn zu Bristol City, doch wiederum nach nur einem halben Jahr spielte er für KSV Waregem. Die weiteren Stationen seiner Karriere waren Roda Kerkrade, Vitesse Arnheim, FC Groningen und ADO Den Haag.

### Als Trainer
Ein Jahr nach dem Ende seiner Spielerlaufbahn wurde Atteveld Co-Trainer beim Erstliga-Aufsteiger ADO Den Haag, der auch seine letzte Station als Spieler darstellte. Mit dem Club gelang im ersten Jahr knapp der Klassenerhalt. Nach einem weiteren Jahr in der Ehrendivision nahm er den Posten als Co-Trainer bei Roda Kerkrade an, für die er ebenfalls als Spieler bereits aktiv war. Nach dem Rauswurf von Rodas Coach Huub Stevens übernahm er das Amt als Trainer im Februar 2007 und führte die Mannschaft 2007/2008 bis ins Pokalfinale, wo man Feyenoord Rotterdam mit 0:2 unterlag. Am 7. Oktober 2008 wurde Raymond Atteveld bei Roda Kerkrade entlassen.
Nach seiner Zeit bei Roda Kerkrade übernahm Raymond Atteveld 2009 ADO Den Haag, wo er bis 2010 Cheftrainer war. 2011 trainierte er AEL Limassol, bevor er 2012–2013 die Jugend von FC Banants Jerewan betreute. Von 2013 bis 2016 leitete er die U19 des FK Qairat Almaty. Nach einigen Jahren Pause trainierte er 2019–2020 Beitar Tel Aviv und 2020–2021 Maccabi Netanja. 2021 folgte ein Engagement bei Hapoel Ironi Rischon LeZion. Als Co-Trainer war er 2022–2023 bei Sorja Luhansk tätig, bevor er 2023 in gleicher Rolle zu Schachtar Donezk wechselte.